# Håvard Tvedten
Håvard Tvedten, norveški rokometaš, * 29. junij 1978, Flekkefjord.
Leta 2010 je na evropskem rokometnem prvenstvu s norveško reprezentanco osvojil 7. mesto.